# Erebegraafplaats Thanbyuzayat

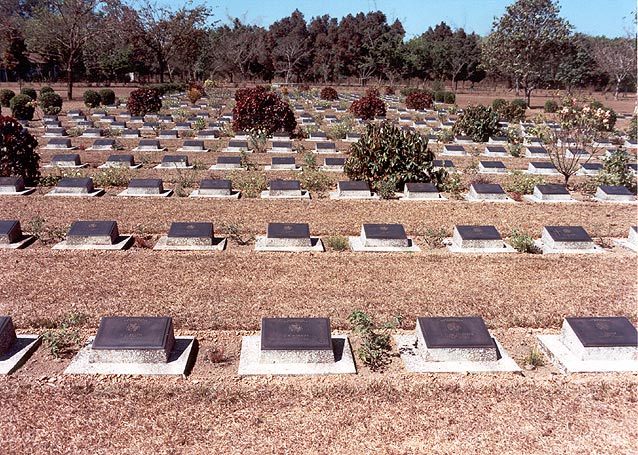
Erebegraafplaats Thanbyuzayat

Erebegraafplaats Thanbyuzayat is een van de drie rustplaatsen voor de slachtoffers van de Dodenspoorlijn, waaronder ook Nederlanders. De begraafplaats is door de Nederlandse overheid erkend als officieel Nederlands ereveld.
Ereveld Thanbyuzayat ligt ongeveer 65 kilometer ten zuiden van de stad Mawlamyine, bij de oostelijke terminus van de Dodenspoorlijn. Het is niet bekend hoeveel Nederlandse slachtoffers hier precies liggen; veel graven zijn anoniem.